# George Frederick Hines
George Frederick Hines (ur. 1889 w Breedon, zm. 24 sierpnia 1955 tamże) – angielski as myśliwski okresu I wojny światowej. Odniósł 5 zwycięstw powietrznych.
George Frederick Hines urodził się w Breedon, Leicestershire, Wielka Brytania.
Służbę w armii rozpoczął w końcu 1917 roku w RFC. Po ukończeniu szkolenia jako obserwator został przydzielony do  No. 62 Squadron RAF. Latał z kanadyjskim pilotem P. S. Manleyem, z którym odnieśli wspólnie 5 zwycięstw powietrznych.
George Frederick Hines pierwsze zwycięstwo powietrzne odniósł 15 września 1918 roku nad niemieckim samolotem obserwacyjnym w okolicach Marquion. 16 i 17 września Manley i Hines odnieśli kolejne zwycięstwa nad samolotami Fokker D.VII. 24 września po zaciekłej walce na wschód od Cambrai i zestrzeleniu dwóch samolotów Fokker D.VII uzyskali status asów. 27 września Bristol F.2 Fighter pilotowany przez Manleya został uszkodzony i zmuszony do lądowania na terytorium wroga. Manley i Hines dostali się do niewoli niemieckiej, w której przebywali do zakończenia wojny.